# Benedykt Paweł Sapieha
Benedykt Paweł Sapieha herbu Lis (zm. 12 sierpnia 1707 roku w Berlinie) – podskarbi wielki litewski w latach 1676–1703 i od 1705, stolnik wielki litewski od 1665, podskarbi nadworny litewski.

## Życiorys
Był synem Pawła Jana, bratem Kazimierza Jana, Franciszka Stefana i Leona Bazylego, ojcem Michała Józefa.
Od 1657 uczył się w kolegium jezuickim w Grazu, w 1661 immatrykulował się na uniwersytecie w Lowanium, następnie odbył z braćmi Kazimierzem Janem i Franciszkiem Stefanem podróż po Europie, z której wrócił w kwietniu 1664.
W 1661 otrzymał podstolstwo litewskie. Posłował na sejm 1664. W 1665 otrzymał po ojcu chorągiew husarską w wojsku litewskim. We wrześniu tegoż roku został stolnikiem litewskim. Posłował na oba sejmy roku 1666. Poseł sejmiku słonimskiego powiatu słonimskiego na sejm wiosenny 1666 roku.
Podczas elekcji 1669 poparł Filipa Wilhelma. Był elektorem Michała Korybuta Wiśniowieckiego z województwa brzeskolitewskiego w 1669 roku, podpisał jego pacta conventa jako poseł na sejm elekcyjny 1669 roku z tego województwa.
W 1670 został mianowany krajczym wielkim litewskim oraz podskarbim nadwornym litewskim. Tegoż roku posłował na sejm.
Był posłem powiatu słonimskiego na sejmy 1664/1665, 1666 (I), abdykacyjny 1668, zwyczajny 1670 roku i zwyczajny 1672 roku. Poseł sejmiku orszańskiego na sejm nadzwyczajny 1668 roku, poseł sejmiku brzeskolitewskiego na drugi sejm 1666 roku, sejm zwyczajny 1667 roku. Był członkiem konfederacji kobryńskiej  wojsk Wielkiego Księstwa Litewskiego w 1672 roku. Poseł na zjazd warszawski i sejm pacyfikacyjny 1673 roku.
W bitwie pod Chocimiem w 1673 nie wziął udziału z powodu choroby, zostając w obozie.
Na sejmie elekcyjnym w 1674 jako jego marszałek przyczynił się do zwycięstwa Jana III Sobieskiego, co utorowało jego karierę na najbliższe lata. Mniej więcej od tego czasu Benedykt Paweł staje się nieformalnym przywódcą stronnictwa sapieżyńskiego, mimo iż oficjalnie za takiego uchodził jego starszy brat Kazimierz Jan, kreując politykę rodu Sapiehów na Litwie.
Posłował na sejm koronacyjny 1676 roku sejmiku brzeskiego powiatu brzeskiego. Zmienił treść pacta conventa, pomijając zobowiązanie Sobieskiego do nieprowadzenia wojen bez zgody Rzeczypospolitej. Był za to atakowany podczas sejmu 1677 przez ród Paców. Poseł na sejm grodzieński 1678–1679 roku. Walka między dwoma rodami trwała przez następne lata, skutkując m.in. wyzwaniem na pojedynek przez Benedykta Pawła hetmana Michała Kazimierza Paca na sejmie 1681. Powodem był podział pieniędzy publicznych, a do pojedynku nie doszło dzięki mediacji Stanisława Herakliusza Lubomirskiego. Ataki na Benedykta Pawła nasiliły się w 1684, kiedy to zarzucono mu zagarnianie pieniędzy przeznaczonych na żołd. Jednocześnie dwór oskarżył go o branie pieniędzy od ambasadora Francji. W rzeczywistości przyczyną przejścia do opozycji przez Benedykta Pawła były plany wyjścia Jana Sobieskiego ze Świętej Ligi. W 1687 zawiązał kolejną koalicję z Stanisławem Herakliuszem Lubomirskim mającą na celu uniemożliwienie dynastycznych planów rodu Sobieskich, proponując tron polski Fryderykowi Wilhelmowi.
Dwór chciał się pogodzić z Sapiehami z 1688, jednak z braku woli ze strony Benedykta Pawła rozmowy zostały zerwane. Sytuacja zaogniała się, a władza Sapiehów na Litwie rosła. Około roku 1692 Benedykt Paweł był w oczach zagranicznych dyplomatów uznawany za faktycznego władcę Wielkiego Księstwa.
Po śmierci Jana III Sobieskiego Benedykt Paweł proponował Marii Kazimierze małżeństwo z własnym bratem, Kazimierzem Janem. Ostatecznie za sumę 100 000 talarów poparł księcia Contiego, nie zaprzestając jednak rozmów z innymi kandydatami. Po elekcji za sumę 460 000 liwrów rozpoczął budowę wojsk dla utrwalenia władzy Contiego. Po zerwanym sejmie konwokacyjnym 1696 roku przystąpił 28 września 1696 roku do konfederacji generalnej. 5 lipca 1697 roku podpisał w Warszawie obwieszczenie do poparcia wolnej elekcji, które zwoływało szlachtę na zjazd w obronie naruszonych praw Rzeczypospolitej. Po zmianie sytuacji politycznej przeszedł w listopadzie 1697 na stronę Augusta II.
W latach 1698–1699 przebywał głównie w otoczeniu króla, bądź próbował uspokajać zaogniającą się sytuację na Litwie. W 1700 próbował uzyskać dodatkowe wsparcie militarne ze strony króla, zanim jednak doszło do jej konkretnej realizacji 18 listopada 1700 stronnictwo sapieżyńskie zostało całkowicie rozbite w bitwie pod Olkienikami. Ranny w bitwie Benedykt Paweł w styczniu 1701 apelował do króla o pomoc w mediacji ze szlachtą. August II coraz bardziej skłaniał się jednak na stronę republikantów, co skłoniło Benedykta Pawła do rozpoczęcia rozmów z Karolem XII. W styczniu 1702 roku podpisał akt pacyfikacji Wielkie Księstwo Litewskie|Wielkiego Księstwa Litewskiego.
Ostatecznie przeszedł całkowicie na stronę króla szwedzkiego, biorąc udział w jego marszu na Warszawę wiosną 1702. W otoczeniu Karola XII był jednym z większych zwolenników detronizacji Augusta II. Podczas ogłoszonego w 1704 bezkrólewia Benedykt Paweł uchodził za jednego z kandydatów do tronu. Ostatecznie poparł Stanisława Leszczyńskiego, przyczyniając się w wielkim stopniu do jego wyboru. W 1705 roku potwierdził pacta conventa Stanisława Leszczyńskiego. W latach 1706–1707 przebywał w otoczeniu Karola XII, z którym ostatecznie się poróżnił (próbował go przekonać do wyboru Jakuba Sobieskiego w miejsce Stanisława Leszczyńskiego), szukał kontaktu z Piotrem I oraz ugody z Augustem II.
Przed śmiercią wysłał z Berlina ostrzeżenie do przyjaciół w Rzeczypospolitej, żeby nie wiązali się z królem szwedzkim jako wrogiem wolności szlacheckiej.